# Штук, Франц фон
Франц фон Штук (нем. Franz von Stuck; 23 февраля 1863, Теттенвайс — 30 августа 1928, Мюнхен) — немецкий живописец и скульптор.
Сын деревенского мельника, Франц фон Штук учился в Королевской школе искусств и ремёсел в Мюнхене, а затем в Мюнхенской академии художеств. Фон Штук увлекался новыми художественными техниками и жанрами и вместе с Вильгельмом Трюбнером основал в 1892 году Мюнхенский сецессион.

## Биография
С 1895 года Штук — профессор Академии художеств, среди его учеников — Василий Кандинский, Пауль Клее, Джозеф Альберс, Йозеф Хенгге, Георг Карс, Пауль Штолльрайтер и Генрих Штриффлер. В 1906 году Франц фон Штук получил дворянский титул. В одном ряду с Францем фон Ленбахом и Фридрихом Августом фон Каульбахом фон Штук является ярким представителем мюнхенской школы изобразительного искусства.

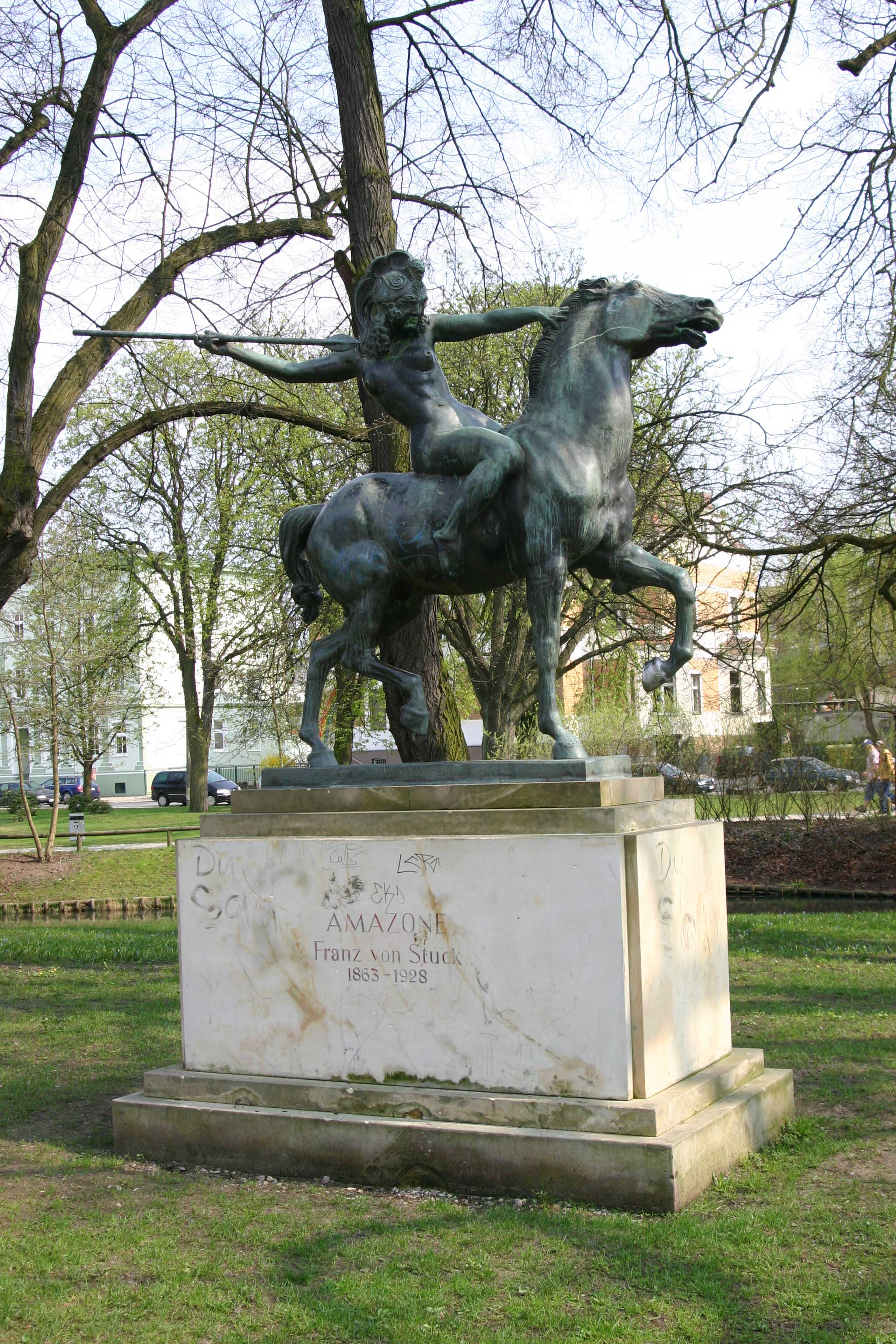
Сражающаяся амазонка. 1897. Бронза, ранее в Каринхалле, ныне в Эберсвальде

Вдохновлённый творчеством Арнольда Бёклина, Штук писал паряще-нереальные картины на сюжеты из мира фантазий и аллегорий, символические образы, как, например его «Грех» (1893) и «Война» (1894). Многие из его крупноформатных произведений отличает двусмысленно-эротическая атмосфера. Картины фон Штука, изображавшие часто обнажённые женские и мужские тела, получили в викторианскую эпоху у публики необычайно сильное художественное восприятие со слегка «истерическими» чертами.

## Вилла Штука
Воззрения фон Штука на целостное художественное произведение отражает построенная в 1898 году на Принцрегентенштрассе (нем. Prinzregentenstraße) в мюнхенском районе Хайдхаузен вилла Штука с мебелью по собственным эскизам и скульптурами. За свои достижения в 1928 г. незадолго до смерти фон Штуку был присвоено звание почётного доктора Мюнхенского технического университета. В настоящее время на вилле размещается художественный музей.
Фон Штук похоронен на кладбище Вальдфридхоф в Мюнхене.

## Галерея

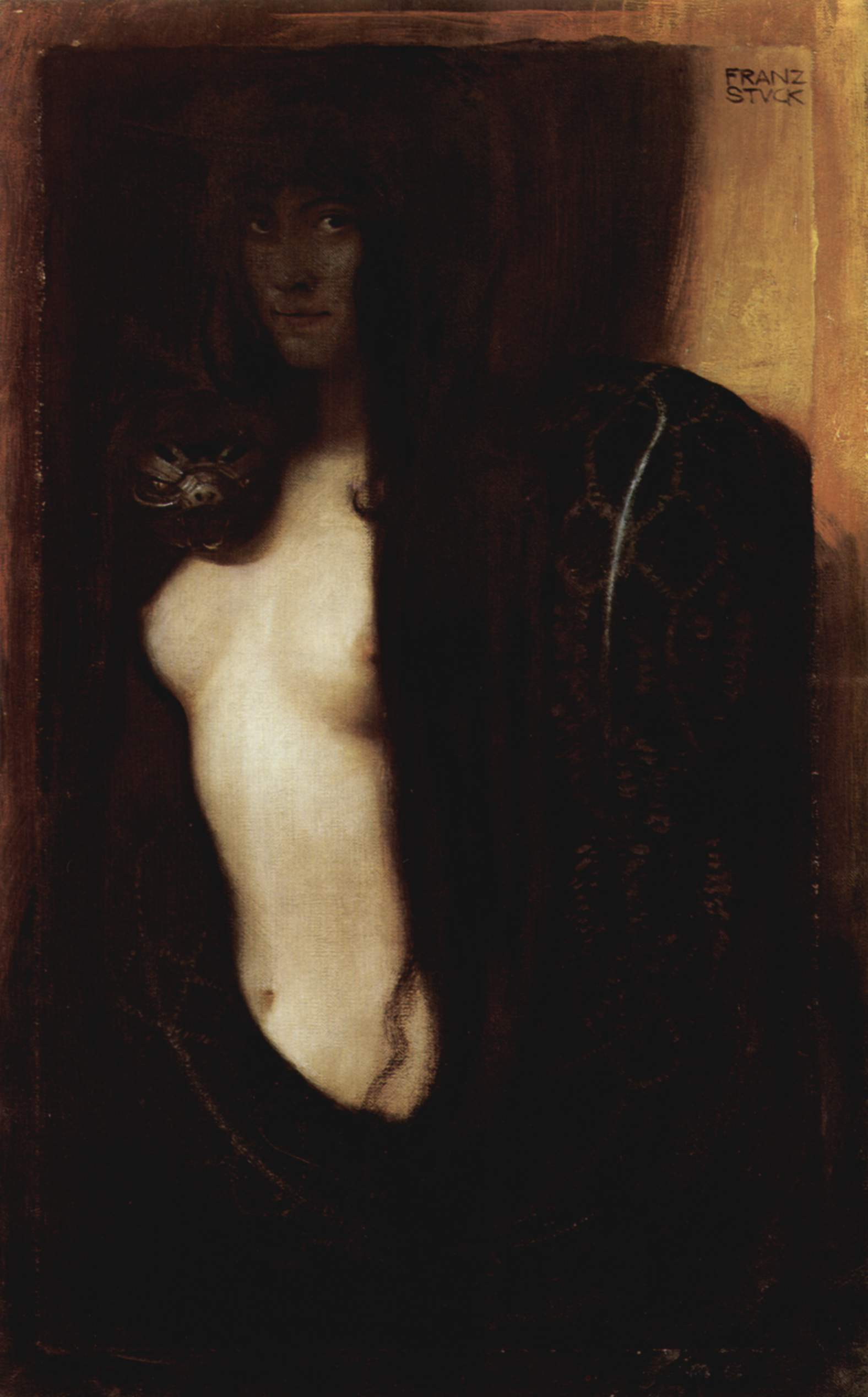
Грех. 1893. Новая Пинакотека. Мюнхен
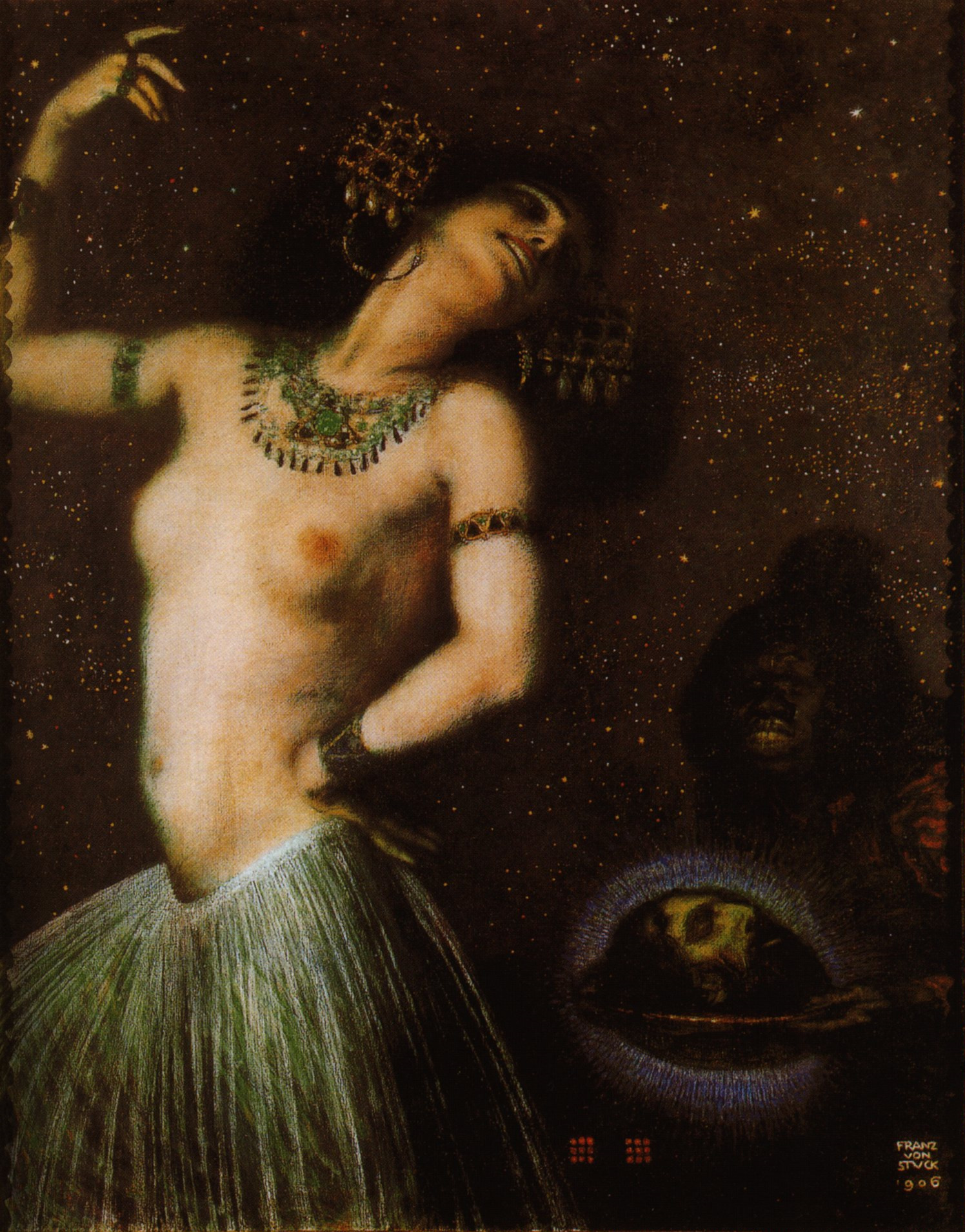
Саломея. 1906. Городская галерея в доме Ленбаха. Мюнхен
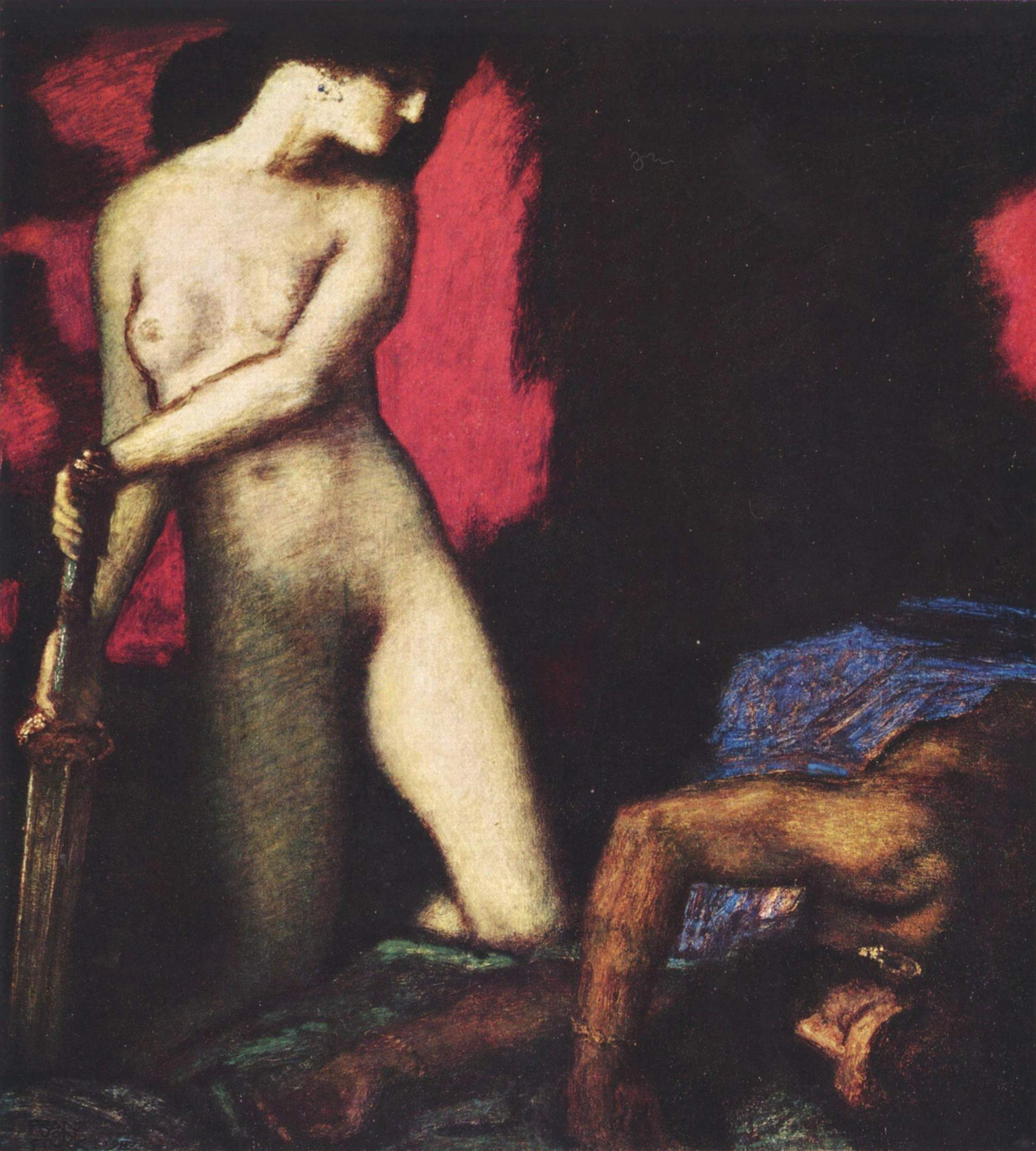
Юдифь и Олоферн. 1927. Собрание Отто Хайльманна. Мюнхен
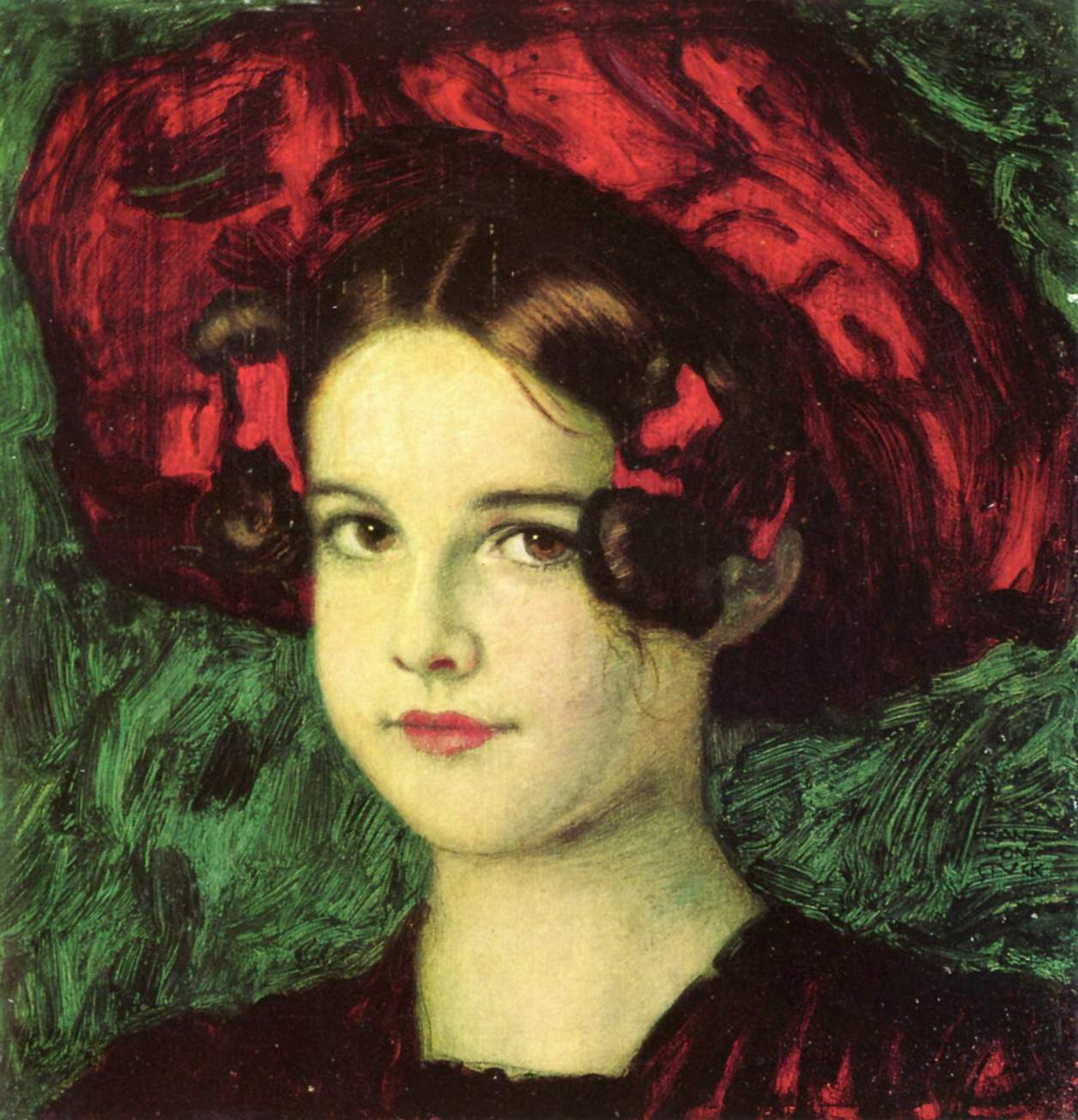
Мари в красной шляпке. 1902. Частная коллекция. Мюнхен
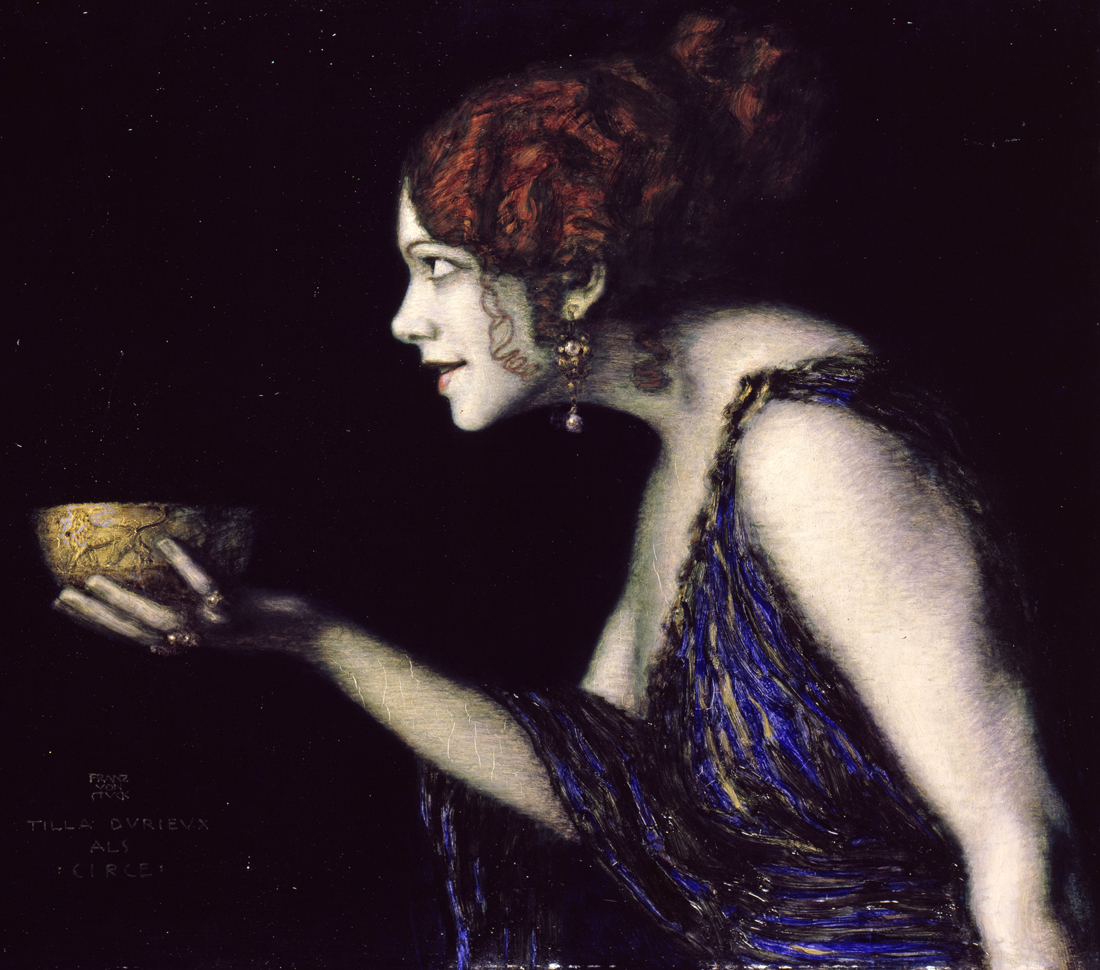
Тилла Дюрье в образе Цирцеи. 1913. Старая национальная галерея. Берлин
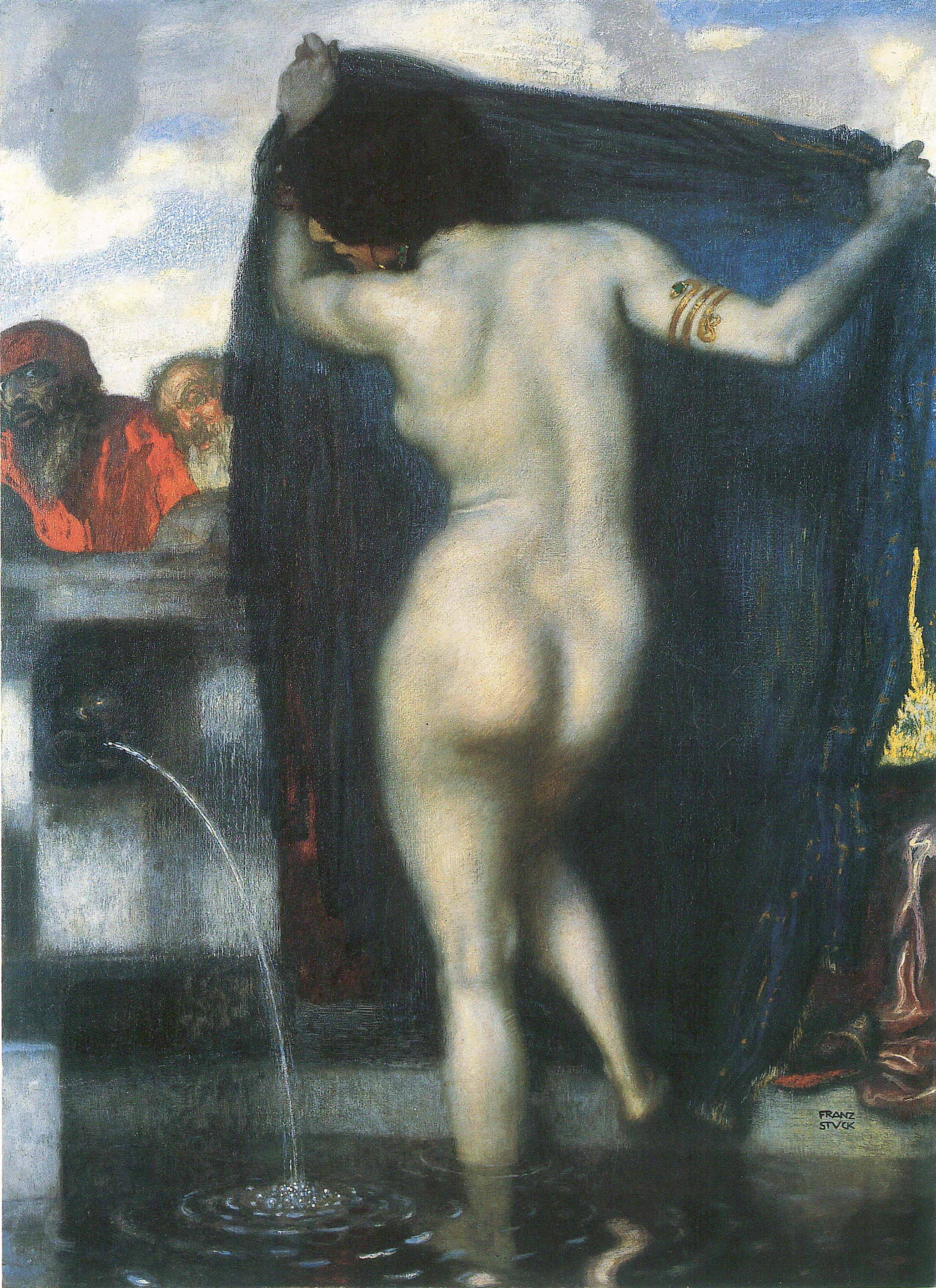
Сусанна и старцы. 1913. Частная коллекция
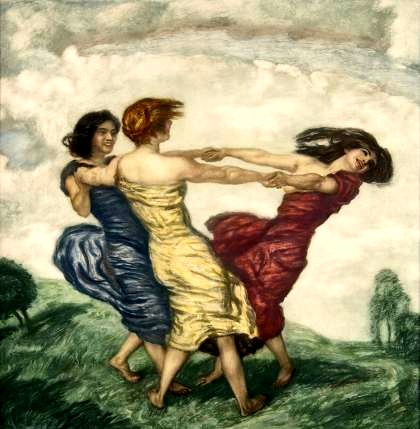
Хоровод. 1910. Частная коллекция
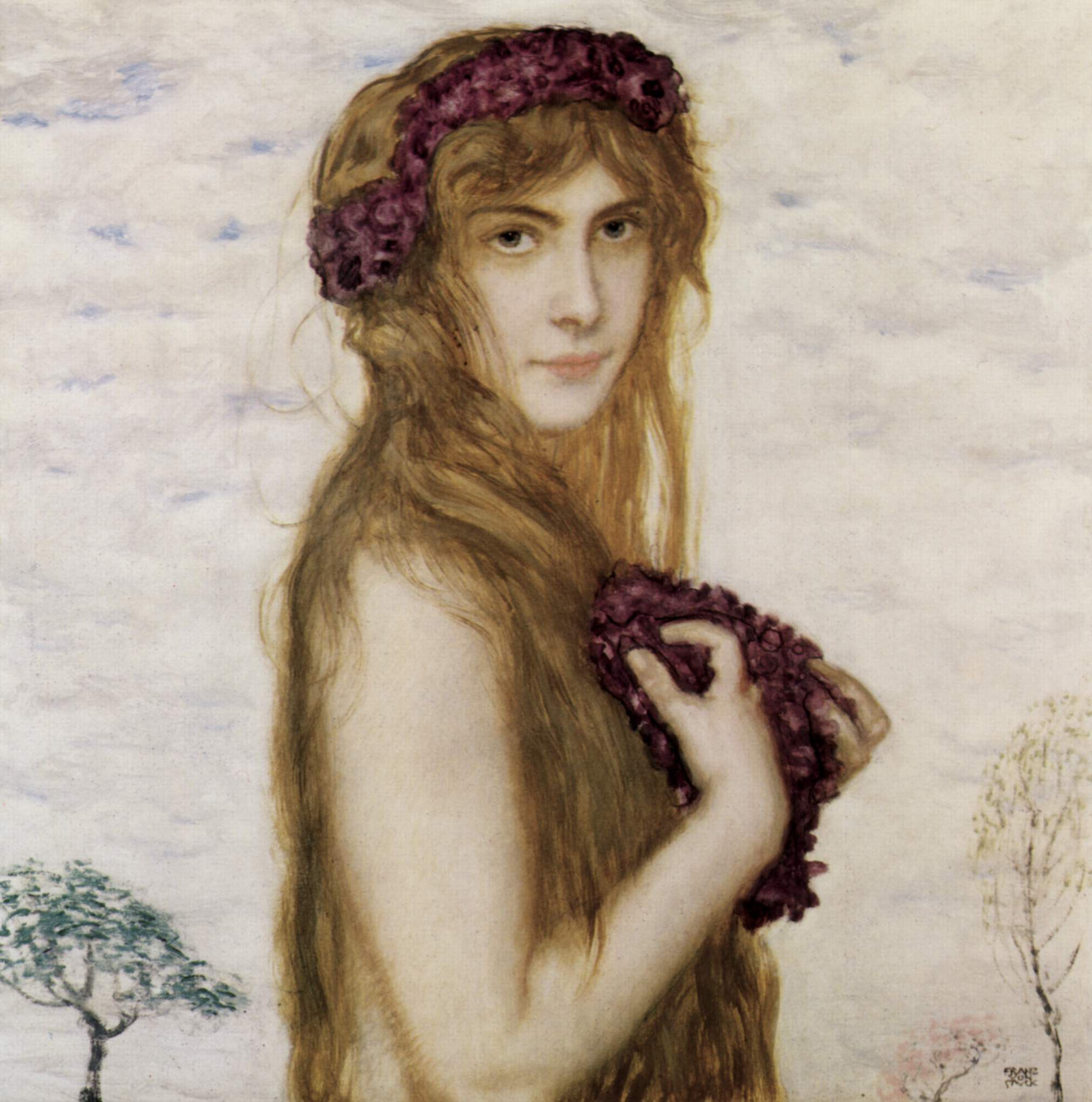
Весна. 1909. Музей земли Гессен. Дармштадт